# Кузьмин, Валентин Викторович
Валентин Викторович Кузьмин (1941—2008) — советский пловец.

## Биография
Участник Олимпиад 1960 (7 место на дистанции 200 метров баттерфляем), 1964 (5 место на дистанции 200 метров баттерфляем и 4 место в комплексной эстафете) и 1968 годов (4 место на дистанции 200 метров баттерфляем).
Трёхкратный чемпион Европы и вице-чемпион Европы. Участник двух Универсиад: 1963 г. (Порту-Алегри, Бразилия) и 1965 г. (Будапешт, Венгрия), завоевавший в ходе этих турниров полный комплект медалей: золотую и бронзовую (200 м баттерфляем) и серебряную (комбинированная эстафета).
В 1962—1966 годах установил 7 рекордов Европы: четыре — на дистанции 200 метров баттерфляем и три — в комплексной эстафете 4х100 метров.
В 1959—1966 годах установил 24 национальных рекорда. Двадцать раз становился чемпионом СССР.
После окончания карьеры выступал в категории «Мастерс», в 1989 году стал двукратным чемпионом страны.
Был кандидатом экономических наук и профессором МГУ. В 1989—2005 годах работал в Чили.